# Interior do Brasil

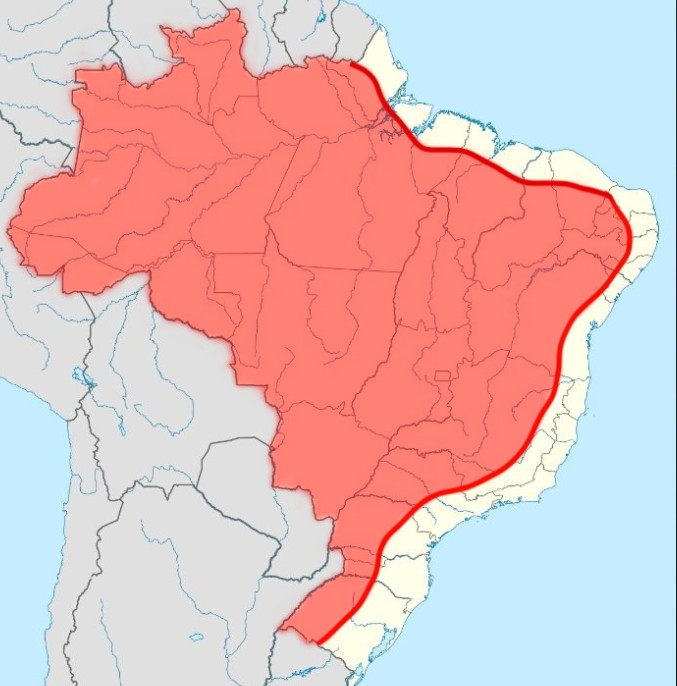
Mapa representativo da área do interior do Brasil, (aproximadamente à 520 quilômetros do litoral).

Existem conceitos variados sobre o que é interior do Brasil. Oficialmente, nos órgãos federais, imprensa e universidades, o termo interior se refere ao local que não é a capital e nem as cidades adjacentes a ela, a chamada região metropolitana. Ou seja, o interior do Brasil corresponde a todos os municípios que não integram as áreas metropolitanas das capitais brasileiras.[carece de fontes?]
Pode também designar as áreas que não se encontram no litoral ou na faixa de fronteira do Brasil. O termo interior foi muito utilizado quando da construção da nova capital do Brasil, Brasília, que serviu para "interiorizar" o país.[carece de fontes?]
Está localizada nesta região o município de Campinas com 1 139 047 habitantes, sendo a maior cidade e única metrópole do interior do Brasil. Outros municípios de destaque do interior brasileiro são: Sorocaba, com 723 682 habitantes, Uberlândia com 713 224 habitantes (sendo o maior fora do Estado de São Paulo), Ribeirão Preto com 698 642 habitantes e São José dos Campos, com 697 054 habitantes. Outra cidade destacável é Feira de Santana, no interior do estado da Bahia, sua população era de 616 272 habitantes, sendo o maior município do interior do Nordeste Brasileiro.
As capitais brasileiras interioranas, por ano de fundação:
- 1669 - Manaus
- 1719 - Cuiabá
- 1852 - Teresina
- 1872 - Campo Grande
- 1882 - Rio Branco
- 1890 - Boa Vista
- 1897 - Belo Horizonte
- 1914 - Porto Velho
- 1933 - Goiânia
- 1960 - Brasília
- 1989 - Palmas

## Demografia

### Região Centro-Oeste
Essas são cidades com grande influência regional do interior da região Centro-Oeste do Brasil:
Goiás
- Anápolis tem uma população de 391 mil habitantes e está estrategicamente localizada entre Goiânia e Brasília, fazendo parte de um eixo econômico e populacional que é a maior concentração urbana da região e seu principal polo industrial.[3][4]
- Rio Verde tem uma população próxima aos 241 mil habitantes e no recente crescimento do agronegócio brasileiro, a cidade tem se destacado por contar com uma considerável estrutura agroindustrial.[5]
- Jataí importante centro de serviços do sudoeste goiano com 105 mil habitantes segundo prévia do censo de 2022.[4]
- Catalão com cerca de 110 mil habitantes segundo previa do censo de 2022 do IBGE[4] a cidade é centro industrial e polo universitário. Além disso, também é portal de entrada do estado de Goiás e está muito próxima do Triângulo Mineiro.[6]
- Itumbiara é portal de entrada do estado de Goiás e polo exportador com cerca de 115 mil habitantes segundo prévia do censo de 2022.[4]
- Cristalina é um importante entroncamento rodoviário do sudeste de Goiás e centro militar. Possui cerca de 60 mil habitantes segundo previa do censo de 2022 do IBGE.[4]

Mato Grosso
- Rondonópolis possuindo mais de 250 mil habitantes segundo previa do censo de 2022,[4] possui bom desempenho agropecuário o que lhe garante a liderança do ranking de exportações do estado.
- Sinop tem uma população de mais de 190 mil habitantes segundo prévia do Censo de 2022[4] e é atualmente polo de referência em todo o norte mato-grossense.
- Tangará da Serra com faixa populacional nos 100 mil habitantes,[4] é um importante centro comercial do oeste do estado.
- Cáceres possui população de cerca de 93 mil habitantes[4] e um importante centro turístico.
- Barra do Garças com cerca de 70 mil habitantes,[4] é um importante centro comercial do leste do estado.
- Primavera do Leste com mais de 90 mil habitantes[4] é um importante centro agropecuário do sudeste matogrossense

Mato Grosso do Sul
- Dourados é um importante polo regional, de serviços e agropecuário para uma região com cerca de 1 milhão de habitantes, incluindo parte do Paraguai. Segundo o Censo de 2022 tem mais de 260 mil habitantes.[4]
- Três Lagoas tem mais de 130 mil habitantes[4] e é um centro regional que tem todas as amenidades necessárias em um centro urbano.[7][8]
- Corumbá possui uma população de cerca de 100 mil habitantes[4] e tem o mais importante porto do estado de Mato Grosso do Sul e um dos mais importantes portos fluviais do Brasil e do mundo.
- Ponta Porã possui uma população em torno de 93 mil habitantes[4] e constitui uma área conurbada internacional com a cidade de Pedrojuan, capital do departamento de Amambay, norte do Paraguai.
- Naviraí com mais de 50 mil habitantes,[4] é o mais importante pólo comercial e industrial do sul do estado.
- Nova Andradina com mais de 50 mil habitantes,[4] é o mais importante pólo comercial e industrial do sudeste do estado.

### Região Nordeste
Essas são cidades com grande influência regional do interior da região Nordeste do Brasil:
Alagoas
- Arapiraca tem 235 mil habitantes[4] e localiza-se exatamente no centro do estado, o que a torna uma importante rota para as mais variadas áreas das cidades circunvizinhas e demais cidades.
- Palmeira dos Índios centro agropecuário e de serviços com 70 mil habitantes.[4]

Bahia
- Feira de Santana tem uma população de 655 mil habitantes sendo a maior cidade do interior do Nordeste do país.[4] É um importante centro comercial e industrial.[9]
- Vitória da Conquista tem uma população em torno de 390 mil habitantes[4] é a terceira maior cidade da Bahia. Importante polo comercial e industrial do Nordeste brasileiro onde exerce influência sobre municípios do Sudoeste e Sul baiano e Norte Mineiro.[10]
- Juazeiro tem uma população de 245 mil habitantes[4] que em conjunto com o vizinho município pernambucano de Petrolina forma o maior aglomerado urbano do semiárido brasileiro, o Região Administrativa Integrada de Desenvolvimento do Polo Petrolina e Juazeiro.
- Itabuna e Ilhéus tem uma população em conjunto de quase 400 mil habitantes[4] e se destacam como centro regional e industrial, além da produção de cacau. Em conjunto ambas formam uma aglomeração urbana classificada como uma capital regional B, exercendo influência em mais de 40 municípios que, juntos, apresentam pouco mais de 1 milhão de habitantes.[11]
- Teixeira de Freitas tem uma população em torno dos 150 mil habitantes[4] e que apesar de mais nova que as vizinhas consolidou-se como a principal cidade do extremo sul do estado.[12]
- Jequié, tem quase 160 mil habitantes[4] e é um município que tem uma posição estratégica na sua região e é responsável por parte de seu abastecimento.
- Barreiras, possui uma população de aproximadamente 170 mil habitantes.[4] É a mais populosa cidade do Oeste do estado e principal centro comercial e industrial da região abrangendo sua influência aos estados vizinhos tornando-a em uma capital regional. Está localizado na maior fronteira agrícolas do Nordeste.[13]
- Luís Eduardo Magalhães com uma população de aproximadamente 110 mil habitantes.[4] é um importante polo agropecuário do Nordeste do Brasil situado na região chamada de MATOPIBA.
- Seabra possui 50 mil habitantes[4] e a principal porta de entrada da Chapada Diamantina
- Ibotirama principal cidade baiana ás margens do Rio São Francisco, com 30 mil habitantes.[4]
- Morro do Chapéu com 35 mil habitantes,[4] é um polo baiano de estancia de inverno.
- Alagoinhas tem uma população de 160 mil habitantes[4] e é um importante polo industrial no setor alimentício e de bebidas.
- Paulo Afonso, tem uma população de 118 mil habitantes[4] e abriga a Usina Hidrelétrica de Paulo Afonso.[14]

Ceará
- Juazeiro do Norte e Crato tem uma população em torno de 400 mil habitantes[4] sendo a maior conurbação do interior cearense sendo também polo turístico, religioso e cultural do estado.[15] Faz divisa com o estado do Pernambuco sendo também importante centro comercial.
- Sobral tem uma população de cerca de 220 mil habitantes[4] e é o principal polo econômico do interior do estado.[16]
- Iguatu com cerca de 100 mil habitantes[4] é um polo comercial, universitário e industrial além de um importante entroncamento rodoviário.
- Quixadá é a maior cidade do sertão central, com uma população estimada em 2022 de 80.701 habitantes.[4] Se destaca com a avicultura e a ovinocaprinocultura.
- Crateus capital do oeste cearense com  quase 80 mil habitantes.[4] Se destaca como entroncamento rodoviário e polo cultural.
- Tauá principal cidade do sudeoste cearense com 60 mil habitantes.[4]

Maranhão
- Imperatriz é uma cidade com mais de 270 mil habitantes[4] e é o maior entroncamento comercial, energético e econômico do estado. Em conjunto com Barreiras/BA e outras formam a maior fronteria agricola do Nordeste, o MATOPIBA.[17]
- Caxias tem uma população em torno de 155 mil habitantes[4] e é um dos maiores centros econômicos do estado graças a seu grande desempenho industrial, e um importante centro político, cultural e populacional do estado do Maranhão.
- Codó tem cerca de 115 mil habitantes[4] e é sede da Região de Planejamento dos Cocais. É o município brasileiro com a maior concentração de centros de religião de Matriz Africana por metro quadrado, sendo 400 terreiros Umbandistas em toda a cidade.
- Açailândia tem 110 mil habitantes[4] e é a sede da Região de Planejamento dos Carajás a integrar as 32 regiões de planejamento do estado. A cidade é um importante polo agroindustrial, com a exportação de ferro gusa gerada por cinco indústrias siderúrgicas instaladas no município. Também conta com diversos estabelecimentos comerciais, dos mais diversos ramos do comércio e serviços, e possui o maior rebanho bovino do estado.
- Bacabal com 105 mil habitantes[4] é um grande polo agropecuário situado no centro do estado. Também é polo de saúde e universitário.
- Balsas possui 100 mil habitantes.[4] Um dos principais centros da região agropecuária denominada MATOPIBA.

Paraíba
- Campina Grande tem uma população de cerca de 420 mil habitantes[4] sendo a segunda maior cidade do interior do Nordeste. Considerada um dos principais polos industriais da Região Nordeste bem como principal polo tecnológico da América Latina.[18]
- Patos é a principal cidade do Sertão Paraibano sendo um importante polo comercial e urbano estando próximo às divisas do estado com o Rio Grande do Norte e com o Pernambuco.[19] Possui pouco mais de 100 mil habitantes.[4]
- Sousa com uma população em torno dos 70 mil habitantes,[4] a cidade é o principal polo do Noroeste estadual, tal como o principal polo de laticínios industrializados do oeste do estado e maior sítio zooarqueológico.
- Cajazeiras com 65 mil habitantes,[4] é o principal entroncamento do extremo oeste paraibano.
- Guarabira possui 60 mil habitantes[4] e se destaca no ramo da avicultura.

Pernambuco
- Caruaru tem uma população em torno dos 378 mil habitantes[4] e concentra o principal polo médico-hospitalar, acadêmico, cultural e turístico da região.[20][21]
- Petrolina tem quase 400 mil habitantes[4] e está no maior aglomerado urbano do seminário nordestino. E junto com a cidade baiana vizinha Juazeiro compõe a Região Administrativa Integrada de Desenvolvimento do Polo Petrolina e Juazeiro.[22]
- Garanhuns tem cerca de 140 mil habitantes[4] e é o centro mais diversificado do agreste meridional, sendo polo de 32 municípios, concentrando, em seu entorno, cerca de 1 milhão de habitantes.[23][24]
- Vitória de Santo Antão tem uma população de 135 mil habitantes[4] e é um importante centro comercial e industrial da Mata Pernambucana.[25]
- Serra Talhada tem uma população de cerca de 90 mil habitantes,[4] sendo a segunda cidade mais importante do Sertão de Pernambuco e o principal município da Mesorregião do Sertão Pernambucano. Cidade polo em saúde, educação e comércio, localizando-se estrategicamente próxima às divisas da Paraíba e do Ceará, o que a torna importante rota comercial entre esses estados e Pernambuco.
- Salgueiro com cerca de 65 mil habitantes[4] é um dos principais entroncamentos rodoviários e ferroviários do estado. Conhecida como a "Encruzilhada do Nordeste" por situar-se na parte mais central da Região, pode ser considerada equidistante de praticamente todas as capitais nordestinas. Salgueiro é a principal cidade da região do sertão central pernambucano, detendo, a nível regional, um comércio diversificado. No município se localiza o ponto central das operações da Transnordestina, ferrovia que conecta o Porto de Suape, no litoral sul pernambucano, ao cerrado do Piauí e ao Porto do Pecém, no Ceará.
- Araripina com 85 mil habitantes[4] é o maior polo gesseiro do Brasil, sendo responsável por 95% do gesso consumido no país.

Piauí
- Parnaíba com mais de 160 mil habitantes[4] é um importante centro comercial e pólo universitário.
- Picos tem mais de 80 mil habitantes[4] e se destaca pelo seu posicionamento geográfico lhe conferem a condição de polo comercial no Piauí, e até para outros estados; especialmente para combustíveis, serviços e mel.
- Floriano possui acima de 60 mil habitantes[4] sendo um dos principais polos culturais do Piauí.

Rio Grande do Norte
- Mossoró tem uma população de aproximadamente 280 mil habitantes[4] e é a segunda maior cidade potiguar. A cidade é o maior produtor de petróleo em terra do país.
- Caicó tem mais de 60 mil habitantes[4] e é a principal cidade da região do Seridó. Importante entrocamento rodoviário da região.
- Currais Novos com mais de 40 mil habitantes[4] é frequentemente referida simplesmente como Currais, ou ainda pela sigla CN. Seu símbolo turístico é a estátua "Cristo-Rei", réplica fiel, mas em menor proporção, da estátua do Cristo Redentor, que foi trazida da França e doada por Cel. Manoel Salustino em 1937.
- Pau dos Ferros com pouco mais de 30 mil habitantes[4] é o principal polo do extremo oeste potiguar e entroncamento rodoviário.

Sergipe
- Itabaiana com 105 mil habitantes[4] e principal cidade do oeste sergipano. Tem um pujante comércio.
- Estância tem uma população de aproximadamente 70 mil habitantes[4] e o principal entroncamento rodoviário de Sergipe.
- Lagarto com pouco mais de 100 mil habitantes[4] é um importante centro histórico.
- Propriá com cerca de 30 mil habitantes[4] é o principal centro sergipano ás margens do Rio São Francisco.
- Canindé de São Francisco com 26 mil habitantes[4] é um grande polo turistico.

### Região Norte
Essas são cidades com grande influência regional do interior da região Norte do Brasil:
Acre
- Cruzeiro tem uma população de quase 100 mil habitantes[4] e é o maior município do interior acreano.
- Sena Madureira com 47 mil habitantes[4] é um importante centro cultural acreano.
- Tarauacá com 45 mil habitantes[4] é um importante centro cultural acreano.

Amapá
- Santana tem uma população de 120 mil habitantes[4] e é o maior município do interior amapaense.
- Laranjal do Jari tem uma população de 50 mil habitantes[4]

Amazonas
- Parintins tem cerca de 100 mil habitantes[4] e é conhecido principalmente por sediar o Festival Folclórico de Parintins, uma das maiores manifestações culturais preservadas da América Latina.
- Coari tem mais de 70 mil habitantes[4] e na área territorial do município, localiza-se a plataforma da Petrobrás de Urucu, onde se extrai petróleo e gás.
- Tabatinga, com cerca de 65 mil habitantes,[4] está localizado no oeste do estado do Amazonas, na tríplice fronteira entre o Brasil, a Colômbia e o Peru, tendo sido criado em 1983. Apresenta uma conurbação com a cidade colombiana de Letícia.
- Maués tem cerca de 60 mil habitantes.[4] A cidade é reconhecida nacionalmente por possuir uma das maiores expectativas de vida do país.
- Tefé tem cerca de 75 mil habitantes.[4] Destaca-se por ser um polo pesqueiro e turístico do estado.

Pará
- Santarém tem uma população em torno de 350 mil habitantes[4] e é o principal centro urbano, financeiro, comercial e cultural do oeste do estado.
- Marabá tem uma população em torno de 270 mil habitantes[4] e é um município com forte vocação industrial, agrícola e comercial.[26]
- Parauapebas tem uma população de 270 mil habitantes.[4] O município é conhecido por estar assentado na maior província mineral do planeta: a Serra dos Carajás.[27]
- Abaetetuba com 160 mil habitantes[4] é um importante polo comercial e proporciona fácil acesso aos portos de Belém.
- Altamira com 135 mil habitantes[4] é o principal polo do centro do estado e o maior município brasileiro em extensão territorial.
- Itaituba com 130 mil habitantes[4] é um dos principais polos ás margens do Rio Tapajós.
- Tucurui possui 90 mil habitantes[4] e é no seu território que se situa a hidrelétrica de mesmo nome.

Roraima
- Rorainópolis é a maior cidade do interior roraimense.[4]

Rondônia
- Ji-Paraná sua população é de 140 mil habitantes[4] e é um importante polo industrial do estado.
- Ariquemes tem cerca de 100 mil habitantes[4] e é um dos maiores polos de educação superior da região.
- Cacoal tem cerca de 90 mil habitantes[4] e um comércio pujante.
- Vilhena tem 95 mil habitantes[4] e é um importante polo econômico e educacional para a região.
- Guajará Mirim com quase 40 mil habitantes[4] é o principal polo fronteiriço de Rondônia.

Tocantins
- Araguaína tem uma população em torno de 190 mil habitantes[4] e é um importante centro urbano que atende municípios do Tocantins, Maranhão e do norte do Pará.,[28]
- Gurupi tem uma população em torno de 90 mil habitantes.[4] É o polo regional de toda a região sul do estado.
- Mateiros tem uma população de menos de 10 mil habitantes[4] e possui um notável potencial turístico. A cidade é porta de entrada para a região ecoturística do Jalapão, sendo que o Parque Estadual do Jalapão fica integralmente localizado no município.

### Região Sudeste
Essas são cidades com grande influência regional do interior da região Sudeste do Brasil:
Espírito Santo
- Cachoeiro de Itapemirim é o maior município do interior do Espírito Santo, com uma população de cerca de 200 mil habitantes,[4] distante 139 km da capital Vitória. tem um comércio e indústria pujantes.
- Linhares é o segundo maior município do interior do Espírito Santo, com uma população de 170 mil habitantes,[4] distante 132 km da capital do estado. Principal polo do norte do estado.
- São Mateus com uma população de 120 mil habitantes,[4] distante 215 km da capital do estado. Município mais antigo do estado.
- Colatina com uma população de 120 mil habitantes,[4] distante 129 km da capital. Colatina é cortada pelo Rio Doce, que divide a cidade em duas partes.
- Aracruz com uma população de 100 mil habitantes,[4] distante 83 km da capital. É onde está sediada a empresa de nome honônimo.

Minas Gerais
- Uberlândia, maior município do interior do Brasil fora do Estado de São Paulo, segundo maior município mineiro, maior do interior do estado e da região do Triângulo Mineiro, com uma população de cerca de 750 mil habitantes,[4] está distante 537 km de Belo Horizonte.
- Juiz de Fora, distante 283 km da capital mineira é o segundo maior município do interior do estado e maior município da Zona da Mata, com uma população de quase 600 mil habitantes.[4]
- Montes Claros, distante 422 km da capital mineira é o terceiro maior município do interior do estado, com uma população de 440 mil habitantes.[4]
- Uberaba, com 360 mil habitantes[4] é o segundo maior município do Triângulo Mineiro, distante 481 km da capital
- Governador Valadares, localizada no Vale do Rio Doce é o maior município dessa região com 270 mil habitantes.[4] Há 320 km de Belo Horizonte.
- Ipatinga, com 220 mil habitantes[4] é o maior município da Região Metropolitana do Vale do Aço, distante 209 km de Belo Horizonte.
- Divinópolis, distante 120 km da capital, é o sétimo maior município do interior mineiro, com uma população de 250 mil habitantes.[4]
- Passos com 110 mil habitantes[4] a cidade se destaca como polo regional, possuindo uma economia baseada principalmente na agropecuária e no agronegócio, em pequenas indústrias de confecções e móveis, além de um forte setor de serviços.
- Patos de Minas possui 160 mil habitantes[4] e é famosa pelas lagoas tais como Lagoa dos Patos,  Lagoa Grande, Lagoinha, Lagoa Fria e a Lagoa do Patão.
- Ituiutaba com 100 mil habitantes[4] é o terceiro centro urbano do Triângulo Mineiro em importância. Tem no agronegócio (agricultura da soja e milho e pecuária de corte e leite) e na prestação de serviços (como comércio variado, advocacia, assessoria e consultoria de informática) seus principais elementos e fonte de divisas.
- Pirapora com 60 mil habitantes[4] é o segundo maior pólo industrial do norte de Minas Gerais. Destaca-se por ser o começo do trecho navegável do Rio São Francisco e por suas indústrias que são os principais produtos exportados pelo município.

Rio de Janeiro
- Campos dos Goytacazes, com 500 mil habitantes[4] é o maior município do interior do Rio de Janeiro. Distante 275 da capital fluminense, tem em sua costa a Bacia de Campos.
- Petrópolis, maior município da Região Serrana Fluminense, distante 68 km da capital, possui uma população de 300 mil habitantes.[4]
- Volta Redonda é o terceiro maior município do interior fluminense, possui uma população de 270 mil habitantes[4] e está há 127 km da capital.
- Macaé distante 180 km da capital, é o quarto maior município do interior do estado, é conhecida como a Capital Nacional do Petróleo,[29] com 260 mil habitantes.[4]
- Cabo Frio, maior município da Região dos Lagos, está localizado há 155 km da capital e conta com uma população de 220 mil habitantes.[4]
- Angra dos Reis, com uma população de 190 mil habitantes,[4] está há 157 km da capital e é o sexto maior município do interior fluminense.

São Paulo
- Campinas, sede da Região Metropolitana de Campinas é o maior e único município do interior do Brasil que possui cerca de 1,200 milhão de habitantes,[4] está distante aproximadamente 100 km da capital. Campinas se situa dentro do chamado Complexo Metropolitano Expandido.
- São José dos Campos sede e maior município da Região Metropolitana do Vale do Paraíba e Litoral Norte, está a uma distância de 94 km da capital e possui uma população de 730 mil habitantes.[4]
- Ribeirão Preto, há 315 km da capital é sede da Região Metropolitana de Ribeirão Preto e é o maior município paulista fora do Complexo Metropolitano Expandido com 700 mil habitantes.[4]
- Sorocaba, distante 87 km da capital é sede da Região Metropolitana de Sorocaba e possui 740 mil habitantes.[4]
- São José do Rio Preto é o segundo maior município paulista fora da macrometrópole, possui 480 mil habitantes[4] e está há 442 km da capital.
- Jundiaí, com 460 mil habitantes[4] é sede da Aglomeração Urbana de Jundiaí e é o maior município do interior que faz divisa com a Região Metropolitana de São Paulo há 57 km da capital.
- Piracicaba, com 435 mil habitantes,[4] é sede da Aglomeração Urbana de Piracicaba e está há 167 km da capital.
- Bauru, maior município do oeste de São Paulo com quase 400 mil habitantes,[4] encontra-se há 326 km da capital.
- Franca importante polo calçadista do Brasil com 370 mil habitantes.[4]
- Taubaté importante centro histórico estadual com 310 mil habitantes.[4]
- Limeira com 305 mil habitantes,[4] se situa dentro do chamado Complexo Metropolitano Expandido e se destaca pela industrialização.
- São Carlos com 270 mil habitantes,[4] destaca-se na produção de laranja, leite e frango. Também é polo industrial.
- Marília principal polo da região conhecida como Alta Paulista, com 240 mil habitantes.[4]
- Araraquara com 250 mil habitantes,[4] é um polo universitário.
- Presidente Prudente conhecida como a Capital do Oeste Paulista, com 230 mil habitantes.[4]
- Rio Claro com 210 mil habitantes,[4] é aqui onde era sediada a Gurgel Motores.
- Araçatuba com 215 mil habitantes,[4] era ponto de passagem da Estrada de Ferro Noroeste do Brasil.

### Região Sul
Essas são cidades com grande influência regional do interior da região Sul do Brasil:
Paraná
- Londrina tem uma população em torno de 600 mil habitantes[4] sendo a quarta da Região Sul, depois da capital estadual, Curitiba, de Porto Alegre e Joinville. Importante polo de desenvolvimento estadual e regional, o município é um importante eixo que liga o Sul ao Sudeste do país, sendo um importante centro urbano, econômico, industrial, financeiro, administrativo e cultural do norte do Paraná.
- Maringá, tem uma população de 460 mil habitantes[4] e se destaca pelo setor de comércio e prestação de serviços.
- Ponta Grossa tem uma população de cerca de 400 mil habitantes[4] sendo o núcleo de uma das regiões mais populosas do Paraná, os Campos Gerais do Paraná que tem uma população de mais de 1 100 000 habitantes e o maior parque industrial do interior do estado.[30]
- Cascavel tem uma população de 350 mil habitantes[4] e é sede da Região Metropolitana de Cascavel, capital regional do Oeste do Paraná e polo estratégico do Mercosul.
- Foz do Iguaçu, tem uma população de 290 mil habitantes[4] e é o terceiro destino de turistas estrangeiros no país e o primeiro da região sul.[31]
- Guarapuava, com cerca de 200 mil habitantes,[4] é um polo de inverno do estado.
- Paranaguá, com 160 mil habitantes,[4] é um dos principais portos marítimos do Brasil.
- Pato Branco com 95 mil habitantes,[4] se destaca nos setores de informática e eletroeletrônico, o que resultou na criação de um pequeno centro tecnológico industrial.

Rio Grande do Sul
- Caxias do Sul tem uma população de 510 mil habitantes[4] sendo a maior do interior gaúcho. Sua economia é uma das mais dinâmicas do Brasil, presente em muitos mercados internacionais.[32]
- Pelotas, o município é considerado uma das capitais regionais do Brasil, possui uma população de 330 mil habitantes[4] e é a terceira cidade mais populosa do estado.
- Santa Maria tem uma população de aproximadamente 300 mil habitantes.[4] É um município de grande influência na região central do estado.
- Passo Fundo tem aproximadamente 220 mil habitantes[4] sendo a base econômica do município se concentra, fundamentalmente, na agropecuária e no comércio, além de contar com forte setor em saúde e educacional (universitário).
- Uruguaiana tem aproximadamente 115 mil habitantes[4] e tem grande importância estratégica comercial internacional, tendo em vista que está localizada equidistante de Porto Alegre, Montevidéu, Buenos Aires e Assunção; bem como devido à importância na produção agropecuária nacional, ostentando a liderança na produção de arroz.[33]
- Bagé, tem 115 mil habitantes[4] e é um dos principais polos agropecuários do estado.
- Ijuí com 90 mil habitantes,[4] é conhecido como Capital Mundial das Etnias, razão pela qual realiza anualmente a Exposição Festa Internacional das Etnias (Expofest).
- Gramado com quase 50 mil habitantes,[4] é um renomado polo turístico de inverno onde é sediado eventos tais como o Festival de Gramado e Natal Luz.

Santa Catarina
- Joinville tem uma população em torno de 620 mil habitantes[4] e é a maior cidade do estado, à frente da capital Florianópolis, e é a terceira maior cidade da Região Sul do Brasil atrás apenas de Porto Alegre e Curitiba.
- Blumenau tem uma população de mais 365 mil habitantes,[4] é sede da Região Metropolitana do Vale do Itajaí e é um importante polo de indústria têxtil e um centro comercial relevante.[34]
- Chapecó tem uma população em torno de 250 mil habitantes[4] é Sede da Região Metropolitana de Chapecó, no centro de uma região com mais de 2 milhões de habitantes e exerce significativa influência não só no Oeste Catarinense mas também no Noroeste Gaúcho e Sudoeste do Paraná, seja do ponto de vista econômico, cultural, ou político.[35][36]
- Criciúma tem uma população em torno de 235 mil habitantes[4] e é polo industrial em diversos setores, entre eles: confecção, embalagens, cerâmico, plástico e descartáveis, metalmecânico, extração do carvão mineral, construção civil e material gráfico.
- Lages com 165 mil habitantes,[4] é o principal polo turistico da região serrana catarinense.
- São Joaquim com quase 30 mil habitantes,[4] é um importante polo turístico de inverno onde não é incomum cair neve.
- Brusque polo de confecção, com polulação de 140 mil habitantes.[4]
- São Miguel do Oeste com 50 mil habitantes,[4] principal polo do extremo oeste do estado.

## Contexto econômico

### Agricultura
O perfil da agricultura brasileira mudou completamente após a adoção das práticas características da revolução verde. A introdução dos novos conceitos ocorreu durante o regime militar e foi um dos pilares do chamado "milagre econômico". A partir da produção em larga escala, o País passou à condição de exportador de alimentos. Entre os produtos de elevado desempenho estão a soja e o milho.
Com a matriz agrícola voltada para as vendas externas, o Brasil instituiu agências de fomento e pesquisa. Entre as agências abertas nesse período está a Embrapa (Empresa Brasileira de Pesquisa Agropecuária), fundada em 1973.

### Pecuária
O Brasil tem um rebanho de aproximadamente 209,13 milhões de cabeças criadas em 167,49 milhões de hectares. A lotação média no país é de 1,25 cab. /ha (unidade de cabeça por hectare). Com a Lei nº 11.716, de 20 de junho de 2008 foi instituído o Dia Nacional do Pecuarista, a ser comemorado anualmente no dia 15 de julho.

#### Circuitos pecuários
Circuitos pecuários são divisões geográficas estabelecidas no Brasil, reunindo estados com o mesmo status sanitário, favorecendo estratégias específicas de combate à febre aftosa. Existem cinco circuitos pecuários no país que são:
- Circuito Pecuário Nordeste: Alagoas, Ceará, Maranhão, Paraíba, Pernambuco, Piauí e Rio Grande do Norte;
- Circuito Pecuário Centro-Oeste: São Paulo, parte do Paraná, oeste de Minas Gerais, Distrito Federal, Goiás, Mato Grosso, Mato Grosso do Sul e parte de Tocantins;
- Circuito Pecuário Sul: parte do Paraná, Santa Catarina e Rio Grande do Sul:
- Circuito Pecuário Leste: parte de Minas Gerais não incluída no Circuito Pecuário Centro-Oeste, Rio de Janeiro, Espírito Santo, Bahia e Sergipe:
- Circuito Pecuário Norte: parte de Tocantins não incluída no Circuito Pecuário Centro-Oeste, Pará, Amazonas, Rondônia, Acre, Roraima e Amapá

## Galeria

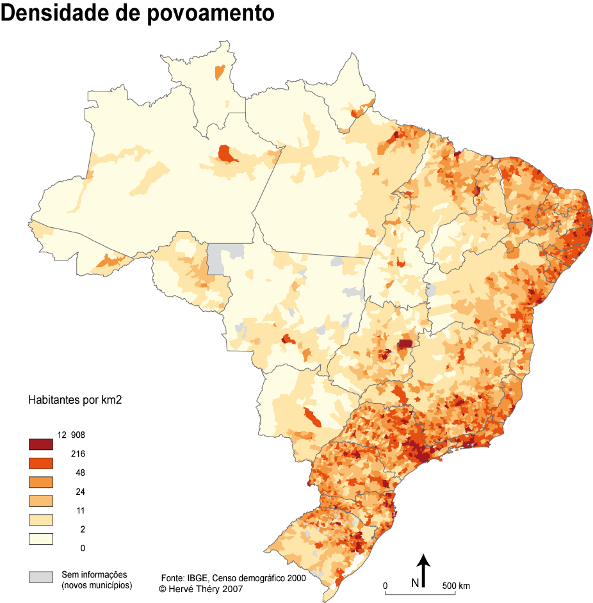
A densidade populacional brasileira é menor no interior do Brasil (20% da população) e no litoral ou numa zona de até 520 quilômetros, 80%.
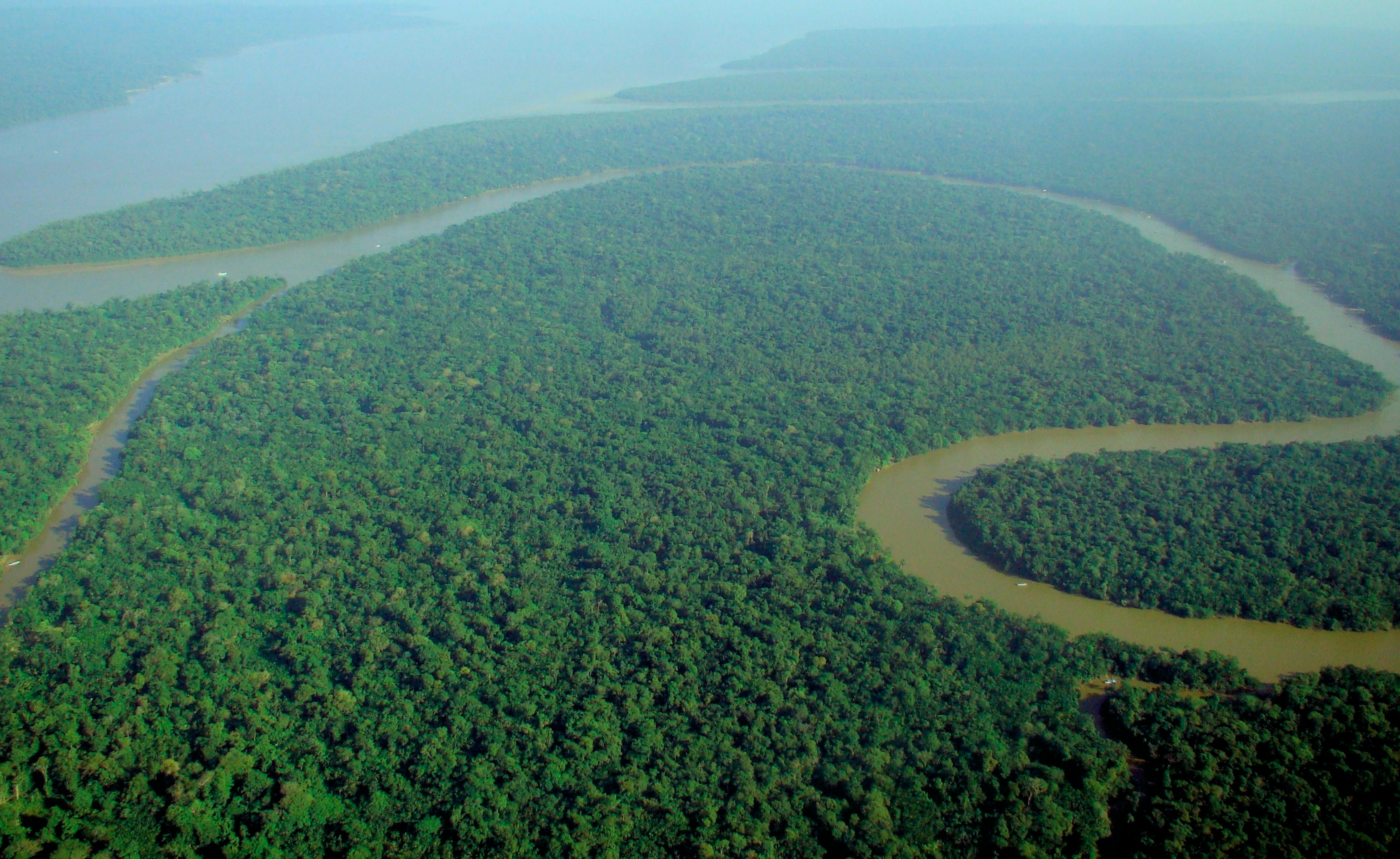
60% da Amazônia é localizada no interior do Brasil
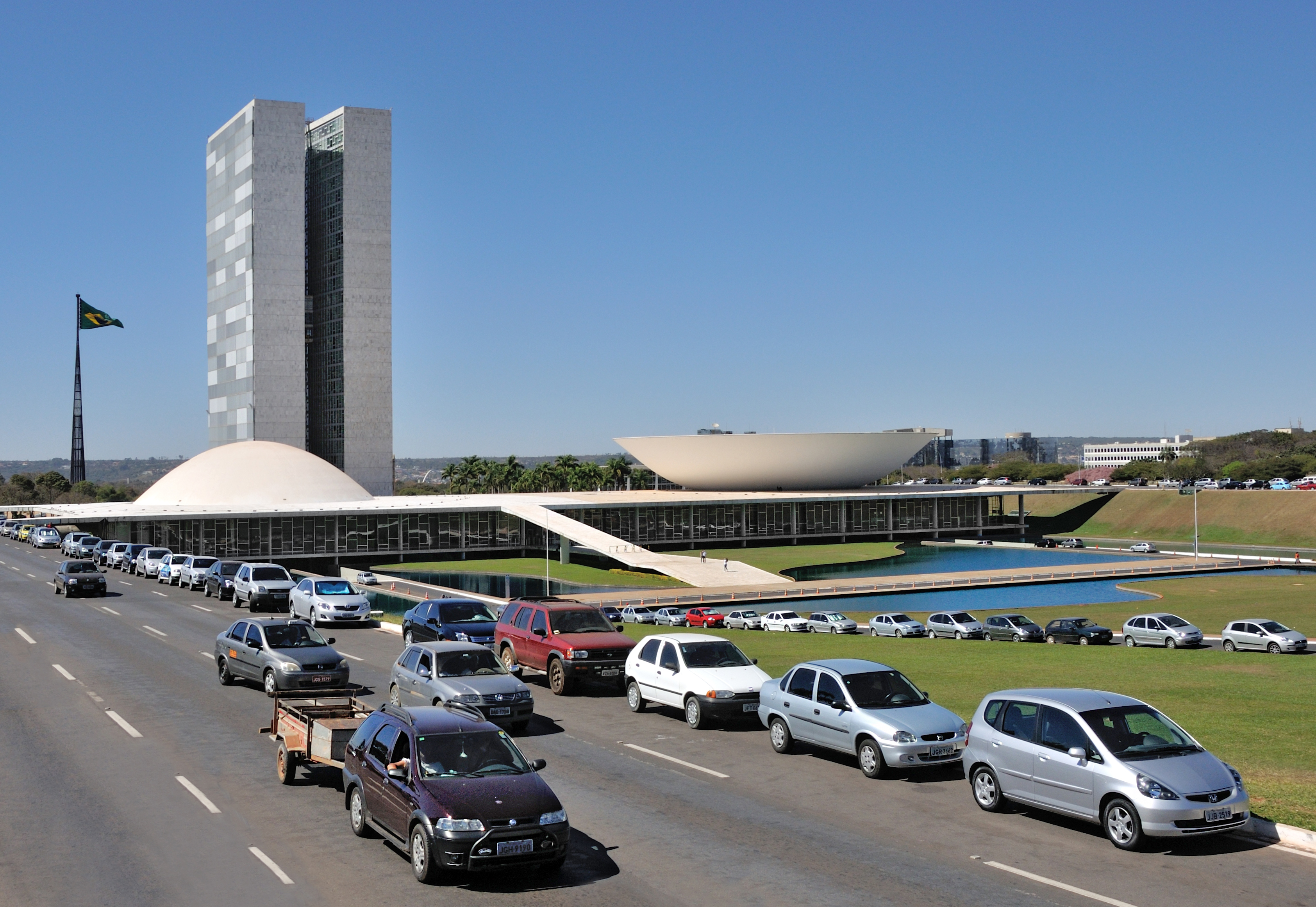
Brasília, a capital do Brasil é localizada no interior do Brasil
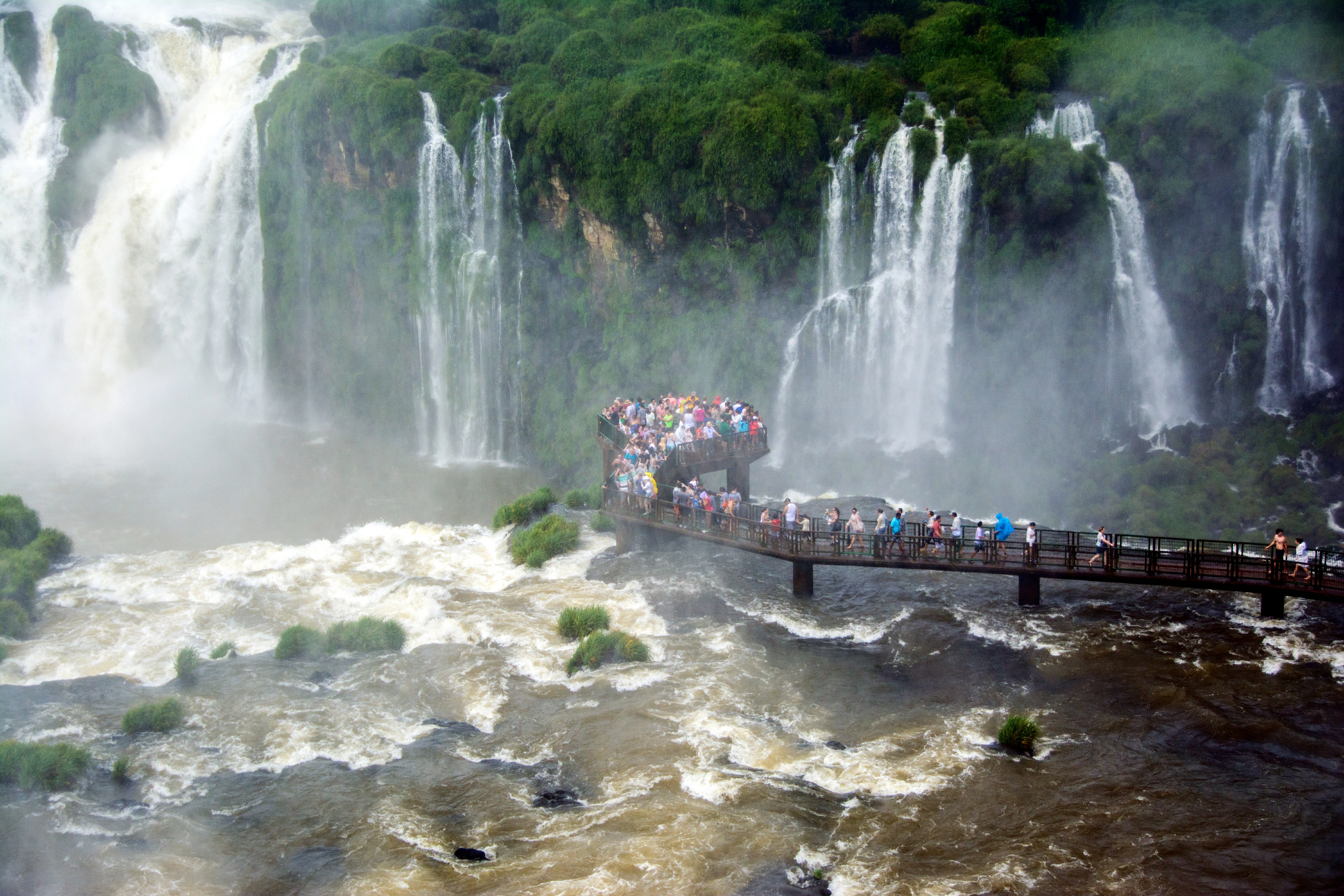
20% das Cataratas do Iguaçu é localizada no interior do Brasil